# Inmaculada Echevarría
Inmaculada Echevarría (Andosilla, Navarra, 1955 - 14 de marzo de 2007) fue una mujer española que vivió 10 años postrada en una cama y conectada a un respirador que la mantenía con vida artificialmente.

## Biografía
A la edad de 17 años, en 1972 falleció su padre, y luego en 1980, su madre. Pocos años después su hermana se cayó y se desnucó falleciendo en el acto. Tuvo un hijo con un hombre que falleció cuando el bebé tenía apenas ocho meses.
Fue desconectada de la máquina que la mantuvo con vida la noche del 14 de marzo de 2007, con 51 años de edad.
La Comisión Permanente del Consejo Consultivo de Andalucía resolvió previamente, con fecha 27 de febrero de 2007 (Dictamen número 90/2007), una Consulta facultativa de la Consejería de Salud de la Junta de Andalucía sobre limitación de esfuerzo terapéutico y responsabilidad penal de los facultativos, dictamen del que fueron ponentes Antonio Jara Andreu y Ángel López López y que contó con un Voto Particular discrepante del Consejero José Antonio Sánchez Galiana.